# شاهزاده ساوارا
شاهزاده ساوارا (به ژاپنی: 早良親王, Sawara-shinnō); ۱ ژانویهٔ ۰۷۵۷ – ۱ ژانویهٔ ۰۷۸۵) پنجمین پسر امپراتور کونین اهل ژاپن بود.